# East Cape Girardeau
East Cape Girardeau è un villaggio degli Stati Uniti d'America, situato nello Stato dell'Illinois, nella contea di Alexander.